# روبين ديل كامبو
روبين ديل كامبو هو لاعب كرة قدم سويسري، ولد في 22 فبراير 2000 في فريبورغ في سويسرا.

## وصلات خارجية
- روبين ديل كامبو على موقع قاعدة بيانات كرة القدم.إي يو (الإنجليزية)
- روبين ديل كامبو على موقع Soccerway.com (الإنجليزية)